# Sinologica Coloniensia
Sinologica Coloniensia ist eine sinologische Buchreihe, die von dem deutschen Sinologen und Mandschuristen Martin Gimm an der Universität zu Köln herausgegeben wird, der auch verschiedene Bände zu der Reihe beigesteuert hat. Die Reihe erscheint seit 1972 und umfasst inzwischen 40 Bände. Die Reihe erschien zunächst beim Franz Steiner Verlag, dann bei Harrassowitz in Wiesbaden. Verschiedene Fachgelehrte haben an ihr mitgewirkt.
Die folgende Übersicht erhebt keinen Anspruch auf Aktualität oder Vollständigkeit:

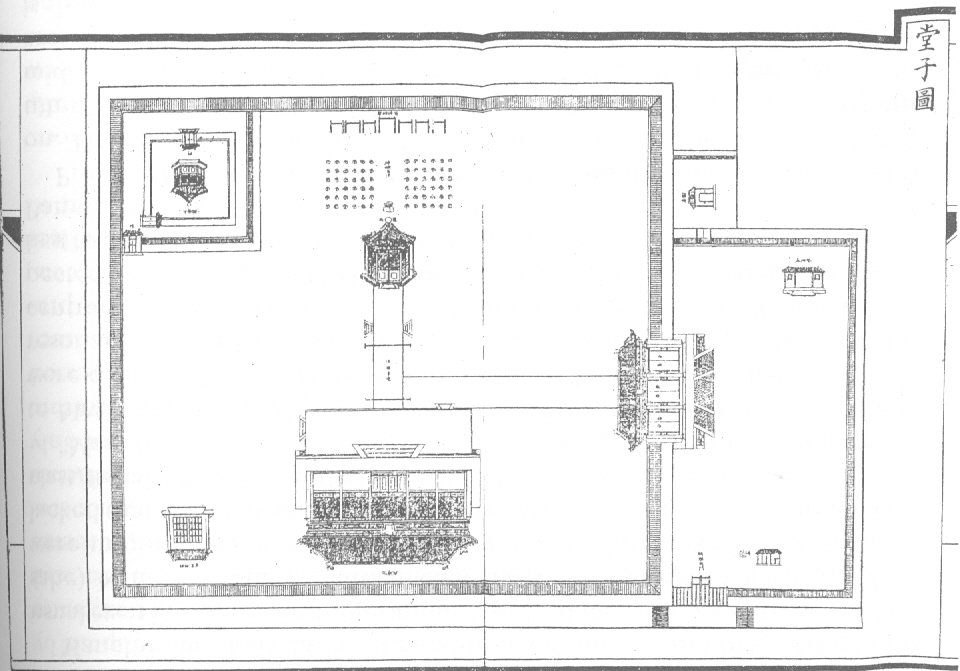
Mandschu-schamanistischer Tempel (Tangzi (chinesisch 堂子) in Peking)

## Bände (Auswahl)
- Kleine Schriften zur Geschichte und Kultur der Qing-Dynastie. Gimm, Martin. Wiesbaden : Harrassowitz Verlag, 2023 (Inhaltsübersicht)
- P. Johann Adam Schall von Bell S.J. und die Geheimakten zum Gerichtsprozeß der Jahre 1664–1665 in China. Gimm, Martin. Wiesbaden : Harrassowitz Verlag, 2021
- Der Fall Prinz Rong [榮親王] im Prozeß gegen den Jesuitenpater Adam Schall in den Jahren 1664/65 in China. Gimm, Martin. Wiesbaden : Harrassowitz Verlag, 2018, doi:10.2307/j.ctv11sn53z, JSTOR:j.ctv11sn53z
- Der geheime Schamanismus der Qing-Kaiser und der Schamanentempel Tangzi [堂子] in Beijing. Gimm, Martin. Wiesbaden: Harrassowitz Verlag, 2018
- Ein Monat im Privatleben des chinesischen Kaisers Kangxi. Gimm, Martin. Wiesbaden : Harrassowitz Verlag, 2015
- Georg von der Gabelentz zum Gedenken. Gimm, Martin. Wiesbaden : Harrassowitz, 2013
- „Heu, me beatum!“ : der Kölner Sinologe Walter Fuchs (1902–1979) im Briefwechsel (1958–1979) mit Wolfgang Franke (1912–2007) und Martin Gimm / bearb. und hrsg. von Hartmut Walravens. Wiesbaden : Harrassowitz, 2013
- »… Ihr ewig dankbarer B. Jülg« : Briefwechsel der Sprachwissenschaftler Bernhard Jülg (1825–1886) und Hans Conon von der Gabelentz (1807–1874) / bearb. und hrsg. von Hartmut Walravens. Wiesbaden : Harrassowitz, 2013
- Ume heoledere. Der Ostasienwissenschaftler Walter Fuchs (1902–1979)./ Bd. 2. Kleine Arbeiten, Briefwechsel mit dem Mongolisten F. W. Cleaves und dem Sinologen Wolfgang Franke. 2011
- Das Traummotiv im Yuan-Drama. Vetrov, Viatcheslav. Wiesbaden : Harrassowitz, 2010
- „Freilich lag in den zu überwindenden Schwierigkeiten ein besonderer Reiz …“ : Briefwechsel der Sprachwissenschaftler Hans Conon von der Gabelentz, Wilhelm Schott und Anton Schiefner, 1834–1874 / bearb. und hrsg. von Hartmut Walravens. Wiesbaden : Harrassowitz 2008
- Elf chinesische Singspieltexte aus neuerer Zeit : nebst zwei Dramen in westlicher Manier/ übers. von Alfred Forke. Bearb. und erg. von Martin Gimm. Stuttgart : Steiner, 1993
- Kaiser Qianlong (1711–1799) als Poet. Gimm, Martin. Stuttgart : Steiner, 1993
- Zwei chinesische Singspiele der Qing-Dynastie (Li Yu und Jiang Shiquan). Übers. von Alfred Forke. Mit einer Erg.: Ein anonymes Singspiel der Yuan-Zeit : in der Fassung von John Hefter. Bearb. und erg. von Martin Gimm. Stuttgart : Steiner, 1993
- Macau im Wandel : 5 Studien zur Geschichte und Wissenschaft des Territoriums in der jüngeren Vergangenheit / von Roderich Ptak u. Peter Haberzettl. Stuttgart : Steiner, 1990
- Berthold Laufer: Kleinere Schriften / Teil 3. Nachträge und Briefwechsel. 1985
- China und die Staaten auf der koreanischen Halbinsel bis zum 12. Jh. Erling von Mende. Wiesbaden : Steiner, 1982
- Zur Entwicklung des mandjurischen Khanats zum Beamtenstaat. Bernd Michael Linke. - Wiesbaden : Steiner, 1982
- A critical study of Chu Tsai-yü’s contribution to the theory of equal temperament in Chinese music. Robinson, Kenneth. Wiesbaden: Steiner, 1980
- Dr. Franz Kuhn. Hatto Kuhn. Wiesbaden: Steiner, 1980
- Berthold Laufer: Kleinere Schriften / Teil 2. Publikationen aus der Zeit von 1911 bis 1925/ 1. 1979
- Berthold Laufer: Kleinere Schriften / Teil 2. Publikationen aus der Zeit von 1911 bis 1925/ 2. 1979
- Chinesische Dramen der Yüan-Dynastie : 10 nachgelassene Übers. / von Alfred Forke. Hrsg. u. eingel. von Martin Gimm. Wiesbaden : Steiner, 1978
- Deutsch-mandjurisches Wörterverzeichnis : (nach H. C. von der Gabelentz’ Mandschu-deutschem Wörterbuch) / durchges. von Hartmut Walravens u. Martin Gimm. Wiesbaden : Steiner, 1978
- Die vietnamesische Gesellschaft im Wandel. Vu-the-Quyen. Wiesbaden: Steiner, 1978
- Die Webstühle des Tzu-jen i-chih [Ziren Yizhi 梓人遺制] aus der Yüan-Zeit. Dieter Kuhn. Wiesbaden: Steiner, 1977
- Walter Fuchs: Die Bilderalben für die Südreisen des Kaisers Kienlung im 18. Jahrhundert. Wiesbaden : Steiner, 1976
- Berthold Laufer: Kleinere Schriften / Teil 1. Publikationen aus der Zeit von 1894 bis 1910/ 1. 1976
- Berthold Laufer: Kleinere Schriften / Teil 1. Publikationen aus der Zeit von 1894 bis 1910/ 2. 1976
- Die Masken des Bugaku: profane japan. Tanzmasken d. Heian- u. Kamakura-Zeit. Avitabile, Gunhild. Wiesbaden : Steiner